# 许恒通
许恒通（1923年—1978年），出生于河北省宁晋县东汪村，1938年正式加入八路军。时任新疆建设兵团农五师。
- < 新疆維吾爾自治區 > 《新疆生產建設兵團史志紅星二場志》 > 	第三十二章 人物>	第一節 人物傳和革命烈士名錄 > 許恒通(1923～1978)